# Jan Kozák
Jan Kozák (25. března 1921 Roudnice nad Labem – 5. května 1995 Praha) byl český spisovatel. Patřil ke spisovatelům, kteří byli zcela oddáni politice KSČ. Po roce 1968 podporoval tzv. normalizační proces.

## Život
Narodil se v Roudnici nad Labem v rodině strojního zámečníka. Roku 1940 maturoval na obchodní akademii, kterou studoval v Českých Budějovicích a Teplicích. Poté pracoval v rodném městě jako úředník.
V roce 1945 byl členem revolučního národního výboru v Roudnici a vstoupil do KSČ. V roce 1951 absolvoval Ústřední politickou školu ÚV KSČ. Poté se stal pracovníkem aparátu ÚV KSČ. V padesátých letech se zúčastnil jako politický pracovník kolektivizace zemědělství na Slovensku. Do roku 1972 přednášel jako asistent a později docent (1961) dějiny KSČ na Vysoké škole politické ÚV KSČ.
Po sovětské okupaci roku 1968 byl jedním z hlavních představitelů tzv. normalizace v literatuře. Roku 1972 se stal předsedou Svazu českých spisovatelů, od roku 1977 do února 1989 byl předsedou federálního svazu spisovatelů.

## Ocenění
- V roce 1971 mu byl udělen Řád práce .
- V roce 1972 obdržel Státní cenu Klementa Gottwalda za román Svatý Michal.
- V roce 1975 byl jmenován zasloužilým umělcem.
- V roce 1977 obdržel Státní cenu Klementa Gottwalda za román Čapí hnízdo.
- V roce 1980 se stal národním umělcem.[3]
- V roce 1981 obdržel Řád Vítězného února .[4]
- V roce 1983 mu byla udělena Národní cena České socialistické republiky za román Adam a Eva.
- V roce 1986 obdržel Řád republiky .[5]

## Dílo
Jeho dílo zcela kopírovalo tehdejší linii KSČ, autor čerpal ze svých osobních zkušeností z kolektivizace vesnic na Slovensku, které se účastnil jako politický pracovník.

### Beletrie

#### Prvotina
- Pohledy do oken, 1941 – básnická sbírka

#### Politicky angažovaná próza
- Horký dech : tři novely, 1961 – zde i novela Mariana Radvaková
- Mariana, 1969 – rozšířená verze novely Mariana Radvaková
  - Přeloženo do ruštiny, rumunštiny, slovenštiny, litevštiny a ukrajinštiny.[6]
- ...silná ruka, 1966, druhé vydání v roce 1976 vyšlo pod názvem Čapí hnízdo – román, který zobrazuje kolektivizaci zemědělství na východním Slovensku
  - V roce 1977 byl Kozák za tento román poctěn Státní cenou Klementa Gottwalda.[7] Přeloženo do slovenštiny, ruštiny, běloruštiny, estonštiny, uzbečtiny, němčiny a bulharštiny.[6]
- Léčka, 1968, soubor povídek
- Svatý Michal, 1971 – román zobrazující rozkvět socialistické vesnice
  - V roce 1972 byl Kozák za tento román poctěn Státní cenou Klementa Gottwalda.[8] Přeloženo do gruzínštiny, ruštiny, kazaštiny, kyrgyzštiny, mongolštiny, španělštiny, slovenštiny, lotyštiny, bulharštiny a maďarštiny.[6]
- Adam a Eva, 1982 – román o životě sadaře, ve kterém se prolíná milostná a pracovní tematika
  - V roce 1972 obdržel Kozák za tento román Národní cenu České socialistické republiky.[9] Přeloženo do bulharštiny, ukrajinštiny, ruštiny a rumunštiny.[6]

#### Lovecká díla z prostředí tajgy
Tyto knihy vycházejí z Kozákových loveckých výprav v Sovětském svazu, děj se odehrává většinou na Sibiři.
- Na lovu v Bambujce, 1970 – reportáže (rozšířené vydání od r. 1972 s titulem Lovcem v tajze)
  - Přeloženo do ruštiny, němčiny, francouzštiny, dánštiny, slovenštiny, polštiny, finštiny, bulharštiny, maďarštiny a rumunštiny.[6]
- Bílý hřebec, 1975 – povídky
  - Přeloženo do slovenštiny, ruštiny, francouzštiny, maďarštiny, španělštiny, němčiny a angličtiny.[6]
- Podzim v kraji tygrů, 1979 – román
- Černý sobol, hnědý medvěd, 1985 – povídky pro děti
  - Přeloženo do maďarštiny a rumunštiny.[6]

### Ostatní publikace
- Dramatické kapitoly z bojů o kolektivizaci vesnice, 1963 – historická studie
- Prameny tvorby: výbor z článků a projevů 1962–1980, 1981

### Filmografie
Podle jeho námětů a scénářů byly natočeny filmy a televizní inscenace, z nichž nejznámější je filmová trilogie Bouřlivé víno (1976), Zralé víno (1981) a Mladé víno (1986). Režíroval Václav Vorlíček, v hlavní roli Vladimír Menšík.